# Selnica
 Ovo je glavno značenje pojma Selnica. Za druga značenja pogledajte Selnica (razdvojba).
Selnica (mađarski: Szelence) je općina u Hrvatskoj. Smještena je u Međimurskoj županiji.

## Općinska naselja
Općini Selnica pripada 10 naselja (stanje 2006.), to su: Bukovec, Donji Koncovčak, Donji Zebanec, Gornji Zebanec, Merhatovec, Plešivica, Praporčan, Selnica, Zaveščak i Zebanec Selo.

## Zemljopis
Općina Selnica nalazi se u sjevernom dijelu Međimurske županije, smješten na brežuljkastom dijelu, za kojeg je karakteristična raštrkanost naselja. Površina Općine iznosi 25,01 km2. Graniči s općinama Štrigova na zapadu, Sveti Martin na Muri na sjeverozapadu, Sveti Juraj na Bregu na jugu, dok s područjem grada Mursko Središće graniči na sjeveru i istoku.
Općini upravno pripada deset naselja: Selnica, Donji Koncovčak, Zebanec Selo, Donji Zebanec, Gornji Zebanec, Bukovec, Zaveščak, Praporčan, Merhatovec i Plešivica. Neka od tih naselja nalaze se na brežuljkastom području i vrlo su raštrkana, pa se upravo iz tih razloga javlja problem prometne nepovezanosti, odnosno prometne izolacije tih naselja. Prometna povezanost s ostalim mjestima u okolici danas je dobra.

## Stanovništvo
Prema popisu iz 2001. Općina ima 3442 stanovnika.
(...od toga ..)
- Selnica   -1206 stanovnika
- Bukovec   -181 stanovnika
- Donji Koncovčak   -308 stanovnika
- Donji Zebanec   -190 stanovnika
- Gornji Zebanec   -234 stanovnika
- Merhatovec   -160 stanovnika
- Plešivica   -118 stanovnika
- Praporčan   -187 stanovnika
- Zaveščak   -293 stanovnika
- Zebanec Selo   -665 stanovnika

| broj stanovnika | 1529  | 1534  | 1808  | 2048  | 2412  | 2634  | 2572  | 3136  | 3652  | 3784  | 3527  | 3664  | 3413  | 3322  | 3442  | 2991  | 2636  |
|                 | 1857. | 1869. | 1880. | 1890. | 1900. | 1910. | 1921. | 1931. | 1948. | 1953. | 1961. | 1971. | 1981. | 1991. | 2001. | 2011. | 2021. |

| broj stanovnika | 277   | 309   | 1003  | 1150  | 525   | 517   | 528   | 695   | 905   | 970   | 917   | 965   | 959   | 1059  | 1106  | 1076  | 949   |
|                 | 1857. | 1869. | 1880. | 1890. | 1900. | 1910. | 1921. | 1931. | 1948. | 1953. | 1961. | 1971. | 1981. | 1991. | 2001. | 2011. | 2021. |

## Uprava
Općinsko vijeće sastoji se od trinaest članova. Predsjednik Općinskog vijeća je Dragutin Debelec (HDZ).
Općinsko poglavarstvo na čelu s predsjednikom Poglavarstva i načelnikom općine Anđelkom Kovačićem (HSLS) ima pet članova.
Na području Općine djeluje sedam mjesnih odbora: Selnica, Donji Koncovčak, Zebanec, Bukovec, Zaveščak, Praporčan i Merhatovec. Administrativno središte Općine je naselje Selnica.
Dan općine obilježava se 25. travnja.

## Povijest
Ime naselja Selnica prvi se puta izrijekom spominje u popisu župa iz 1334. Mjesto je bilo sjedište župe Sv. Marka.
Dolaskom Zrinskih u Međimurje i prelaskom na protestantizam, u Selnici su bili luterani, dok je znatno više katolika bilo u okolnim selima koja su pripadala župi. Godine 1857. izvršen je popis stanovništva: po vjeri su svi stanovnici bili rimokatolici, a selo je i dalje bilo sjedište župe Sv. Marka.
Razvoj ovog kraja počinje krajem 19. stoljeća kada se na području današnje Općine počinje u otvorenim kopovima eksploatirati ugljen. Otprilike u istom razdoblju pronađena je i nafta, koja se počela eksploatirati, što je omogućilo do zapošljavanje ljudi i razvoj ovoga kraja. Selničko je naftno polje jedno od najstarijih u svijetu. Transport nafte vršio se u prvo vrijeme cisternama s konjskom zapregom, da bi od 1901. do 1904. bio izgrađen prvi naftovod dužine 4 km, od Selnice do željezničkog kolodvora u Murskom Središću. Proizvodnja nafte u Selnici trajala je sve do 1952. godine.

## Gospodarstvo
Stanovništvo se uglavnom bavi poljoprivredom i uslužnim obrtom. Ima 20 većih poljoprivrednih gospodarstava koja se bave stočarstvom, voćarstvom, povrtlarstvom i vinogradarstvom, te mnogo manjih poljoprivrednika kojima je to dopunska djelatnost.
Osnovana je i Gospodarska zona Selnica, koja još u projektnoj fazi. U zoni se planira obavljanje djelatnosti prerade drva i proizvodnje PVC stolarije.

## Poznate osobe
- Franjo Magdalenić hrvatski svećenik i prosvjetitelj, kanonik zagrebački

- Valentin Pozaić pomoćni biskup zagrebački

## Spomenici i znamenitosti
Crkva Svetog Marka Evanđelista iz 1334. godine. Spomenik prvom nalazištu nafte u kontinentalnom dijelu Europe.

## Obrazovanje
Djeca u općini pohađaju Osnovnu školu Selnica, te Područnu školu Zebanec. Škola na tom području postoji od početka 19. stoljeća.

## Kultura
Najstarije društvo u Selnici je Vatrogasno društvo koje je osnovano 1882. godine. Također djeluju i Kulturno-umjetničko društvo "Pikač", udruga "OAZA 98", te nekoliko drugih udruga.
Dana 25. rujna 1993. godine s radom je počeo Radio 105.

## Sport
Na području Općine postoji nekoliko nogometnih klubova: NK Mladost Selnica, NK Zebanec, NK Donji Koncovčak i NK Plavi 1975 Prekopa, ženski nogometni klub ŽNK Oaza Mladost, teniski klub, orijentacijski klub Međimurje.

## Vanjske poveznice
- Službene stranice Općine Selnica